# Heorhij Kirpa
Heorhij Mykolajovytj Kirpa (ukrainska: Георгій Миколайович Кірпа), född 20 juli 1946 i Klubivka, Chmelnytskyj oblast, Ukrainska SSR, Sovjetunionen, död 27 december 2004 i Bortnytji, Kiev, Ukraina, var en ukrainsk politiker. Han var transportminister från maj 2002 till sin död. Han var också den som hade hand om finansieringen av Viktor Janukovitjs presidentkampanj 2004.
Heorhij Kirpa påträffades död på sitt lantställe i Bortnytji 2004; bredvid sig hade han en pistol. Den officiella dödsorsaken var självmord, men det har framförts teorier om att han mördats på uppdrag av någon som var rädd för avslöjanden. Hans död inträffade dagen efter presidentvalet.